# Paranebris bauchotae
Paranebris bauchotae es una especie de pez de la familia Sciaenidae en el orden de los Perciformes.

## Hábitat
Es un pez de clima tropical y demersal que vive hasta los 12 m de profundidad.

## Distribución geográfica
Se encuentra en el Océano Pacífico oriental central: Panamá.

## Observaciones
Es inofensivo para los humanos.